# Android Jelly Bean
Android 4.1 – 4.3 Jelly Bean je verze operačního systému Android pro přenosná zařízení. Vypuštěn byl po konferenci Google I/O 2012, kde byl zároveň představen i s prvním zařízením, které tímto systémem disponovalo – Google Nexus 7. Na sklonku podzimu 2012 Google vydal aktualizaci na verzi 4.2, která s sebou přináší například tyto změny:
- Možnost tvoření uživatelských účtů (pouze pro tablety)
- Rozdvojená notifikační lišta
- Nižší požadavky na operační paměť

V prosinci byla vydána verze 4.2.1, jež opravovala chyby, které byly v první verzi (např. chyby v kalendáři).
V březnu 2013 byla vydána verze 4.2.2, jejíž hlavní výhodou je zvýšení výdrže baterie (např. u Nexusu 7 až o dvě hodiny) a upravení notifikací.
Další verze systému Jelly Bean byla ohlášena 24. července 2013 při představování tabletu Google Nexus 7 (2013) a přinesla změny jako např. podporu OpenGL ES, vyladění operačního systému, možnost nastavení omezených účtů a další…
V prosinci roku 2013 byla představena další verze – Android 4.4 Kit Kat.

## Seznam zařízení s Androidem 4.3 k srpnu 2013

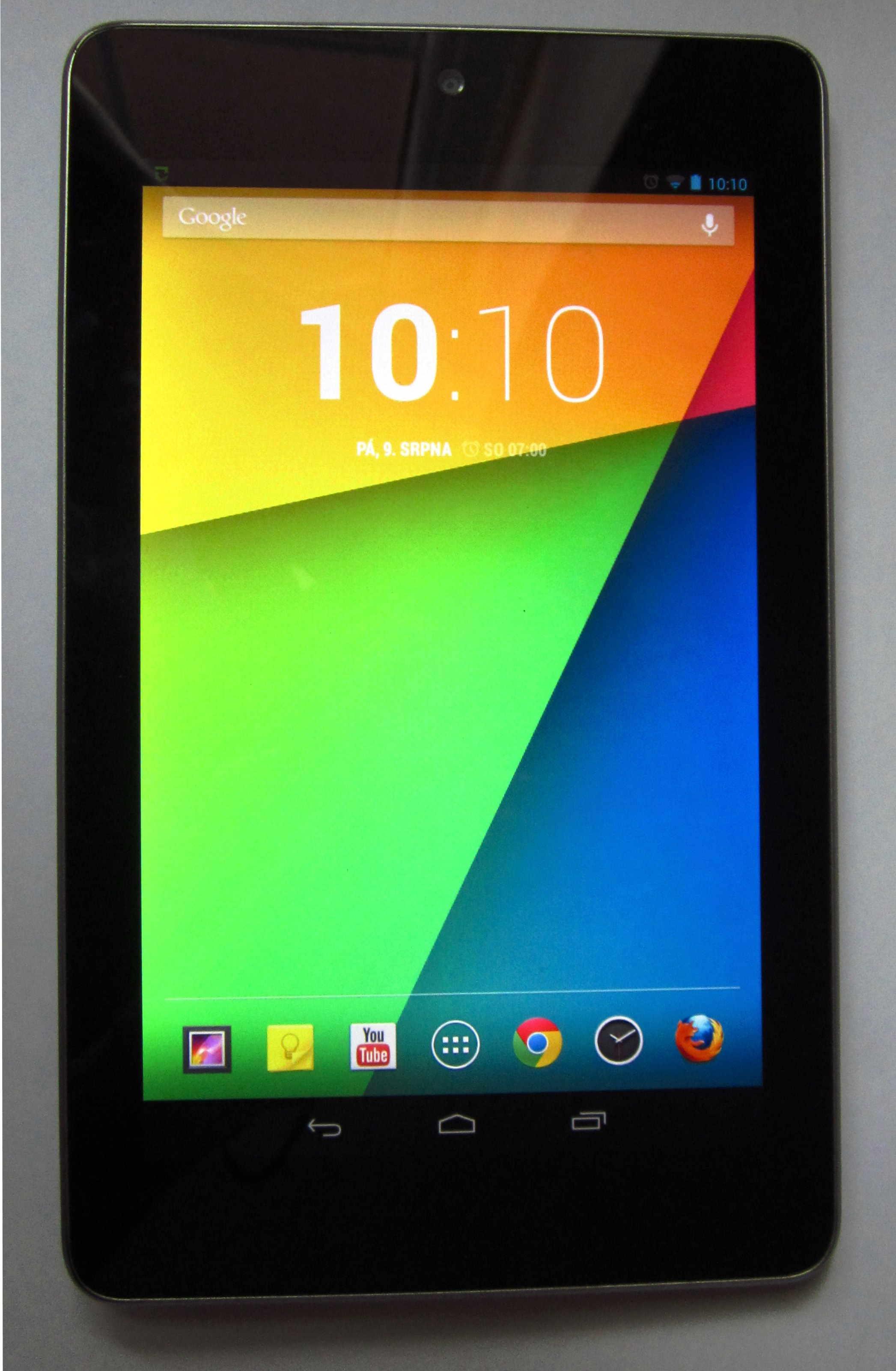
Nexus 7 první generace
s Androidem 4.3

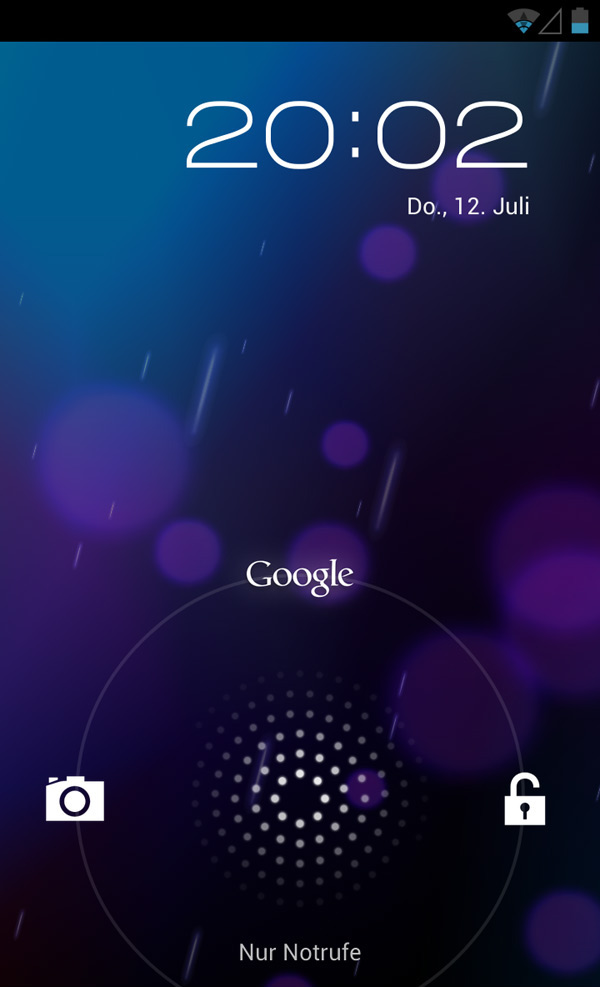
Zamykací obrazovka z Androidu 4.1

- Google: Nexus 7, Nexus 4, Nexus 10, Nexus 7 (2013)
- Samsung: Galaxy S IV Google Edition, Galaxy Nexus
- HTC: One Google Edition
- LG: G2 (aktualizace v nejbližších týdnech)